# Запрудный (Свердловская область)
Запрудный — упразднённый в ноябре 2020 года посёлок в Свердловской области России. Входил в городской округ город Нижний Тагил.

## Географическое положение
Посёлок располагался в непосредственной близости от Нижнего Тагила, на западном берегу Нижнетагильского пруда. К юго-западу от бывшего посёлка расположен Муринский пруд, образованный устьем реки Лебы — левого притока реки Тагил.

## История
22 ноября 1966 года Указом Президиума ВС РСФСР посёлок участка № 1 отделения № 3 Николопавловского совхоза переименован в Запрудный.
Законом Свердловской области от 19 ноября 2020 года посёлок был упразднён. На территории посёлка организован микрорайон Запрудный в составе города Нижнего Тагила.
Депутаты Нижнего Тагила одобрили изменение в генплане города, согласно которому в зелёной зоне в микрорайоне Запрудном выделен участок под строительство храма старообрядческой церкви.

## Население
| 2002 | 2010 |
| ---- | ---- |
| 233  | ↘0   |

Структура
По данным переписи 2002 года национальный состав следующий: русские — 85 %, татары — 5 %